# Jed

Lebka se zkříženými hnáty je tradiční symbol jedovaté látky. Používá se jako nálepka na obaly.

V biologii se jako jed označuje látka, která může způsobit poruchy funkce organismů, obvykle chemickou reakcí nebo jinou aktivitou na molekulární úrovni, dostane-li se tato látka do organismu v dostatečném množství.
V oblasti práva (a při označování nebezpečných chemikálií) se jako „jedy“ označují vysoce toxické nebo toxické látky; méně toxické látky se označují jako „zdraví škodlivé“, „dráždivé“ nebo jsou bez označení. Podrobnější informace najdete v části Jedy z pohledu práva. Právní definice „jedu“ je přísnější než ostatní - otrava z lékařského pohledu může být způsobena i látkami, které z právního pohledu mezi jedy nepatří.
V medicíně (zejména veterinární) a v zoologii se jedy (obecně) často rozlišují od toxinů a (ještě specifičtěji) hmyzích/hadích ad. jedů. Toxiny jsou jedy produkované určitou biologickou funkcí v přírodě. Hmyzí a další podobné jedy jsou toxiny vstřikované žihadlem, jedovými zuby apod. do živého organismu, kdežto ostatní jedy jsou zde obecně definovány jako látky, které jsou pohlcovány kůží nebo sliznicí.

## Terminologie
Některé jedy jsou označovány také jako toxiny. Obvykle jde o látky produkované v přírodě, například bakteriální bílkoviny, které způsobují tetanus nebo botulismus. Mezi těmito dvěma termíny[jaký?] se však ne vždy rozlišuje, a to ani mezi vědci.
Pojmy „toxický“ a „jedovatý“ jsou synonyma.
V chemii a fyzice se jako „jed“ označuje látka, která blokuje nebo inhibuje reakci, kupříkladu svou vazbou na katalyzátor. Za jed v širším smyslu tak považujeme nežádoucí částice v případě neutronové otravy uvnitř jaderného reaktoru. Jako „fyzikální jedy“ v toxikologii označujeme látky které způsobují mechanické poškození tkání (např. krystaly kyseliny šťavelové v ledvinách). 
Paracelsus napsal: „Všechno je jed, ve všem je jed. Záleží pouze na dávce.“ Pojem „jed“ se často však kolokviálně používá k označení jakékoli škodlivé látky, zvláště žíravin, karcinogenů, mutagenů, teratogenů a škodlivých polutantů, a ke zveličování nebezpečnosti chemikálií v očích veřejnosti. 

## Dějiny
První jedy se objevily kolem roku 4500 př. n. l. a objevují se dodnes. Nejčastěji jako zbraně a někdy i jako léky. Jedy byly objeveny ve starověku, byly používány primitivními kmeny a civilizacemi na lov k urychlení smrti kořisti nebo nepřátel. Jejich využití se stávalo stále dokonalejším a mnoho z těchto starověkých národů začalo kovat na jedy speciální zbraně a příslušenství. Později v historii, zvláště v době Římské říše, patřily jedy k běžnějším nástrojům pro atentát. Již v roce 331 př. n. l. se stala běžným jevem otrávená jídla nebo nápoje. Jedy byly používány každé společenské třídě, a šlechtě sloužily jako nástroj k odstranění politických rivalů.
V průběhu staletí se zdokonalilo zjišťování jedů a přebíjení jejich účinků protijedy, ale vznikaly stále nové a nové. Z důvodu rozvoje forenzních věd použití jedu za účelem vraždy v rozvinutých státech prakticky vymizelo, zvýšilo se však riziko náhodné otravy. Jedy se vyskytují například v pesticidech, dezinfekčních prostředcích, roztocích na čištění, a někdy se používají k lovu v odlehlých oblastech a rozvojových zemích. Jedovatí jsou i někteří živočichové, jako například odranec pravý a většina štírů. V Jižní Americe existuje žába z čeledi kuňkovitých s tak prudkým jedem, že si do něj některé domorodé kmeny namáčejí hroty šípů a používají jej na lov.

## Nejznámější jedy
Častými jedy jsou rozpustné sloučeniny těžkých kovů (olovo, chrom, kadmium, antimon, baryum, thallium atd.), dále jedy vznikající jako produkt metabolismu bakterií (botulotoxin) a plísní aflatoxin, či vytvářené zvířaty a rostlinami pro ochranu či k lovu (jed kobry indické, kurare, amanitiny) nebo některé radioaktivní prvky (polonium 210). I stabilní izotopy těžkých prvků mohou být toxické.
Mezi nejznámější jedy patří:[zdroj?]
- kyanidy
  - kyanid draselný (cyankáli)
  - kyanovodík
- arsen a jeho sloučeniny 
  - oxid arsenitý neboli arsenik
- rtuť a její sloučeniny
- olovo a jeho sloučeniny
- kadmium a jeho sloučeniny
- beryllium a jeho sloučeniny
- baryum a jeho sloučeniny
- oxid uhelnatý
- methanol
- dioxiny (některé z nich patří k nejsilnějším známým jedům)
- strychnin
- thallium
- kurare
- amanitiny
- muskarin
- nikotin
- plutonium
- uran a jeho sloučeniny
- polonium-210 (netradiční jed použitý v roce 2006 k otravě Alexandra Litviněnka, toxický hlavně radioaktivním alfa rozpadem)
- botulotoxin (nazývaný klobásový jed, nejsilnější známý přírodní jed, ideálně rozdávkovaný 1 kg by stačil k vyhubení celého lidstva[2])
- ricin

## Způsob vniknutí jedu do organismu
K otravě může dojít požitím jedu, ale i kontaktem s kůží, jeho vdechnutím nebo přímým vniknutím do krve
Rostlina jedovatec kořenující je nebezpečná už jen dotykem, to znamená, že jedovaté látky, které tato rostlina produkuje, proniknou do kůže a způsobí otravu.
Některé jedy jsou velmi důmyslné a dokážou zvýšit citlivost kůže na sluneční světlo, které potom může způsobit vážné popáleniny.
Těžké kovy jsou obecně daleko více jedovaté, když se použijí ve formě rozpustných solí než v základní formě. Například kovová rtuť prochází lidským trávicím ústrojím bez reakce, rtuťový amalgám se běžně používá v plombách, avšak soli rtuti a inhalovaná rtuťová pára jsou velmi jedovaté. Ostatní těžké kovy mají tendenci se bioakumulovat a narušovat chemické procesy v organismu vytěsňováním bioaktivních prvků.

## Rychlost účinku
Rychlost účinku jedu záleží na jeho složení, množství, ale i na fyziologii oběti. Některé jedy vyvolávají symptomy takřka okamžitě a jiné se projeví později. Účinek smrtelně jedovatých muchomůrek se může projevit za 24 hodin, symptomy oranžovočerveného pavučince plyšového (Cortinarius orellanus) se mohou projevit až za dva týdny. Prodleva mezi absorpcí a účinkem jedu ztěžuje možnost okamžitého odhalení jeho zdroje a druhu.
Nejrychleji se v lidském těle projevují účinky plynů (arsan, kyanovodík, sulfan a oxid uhelnatý). Nejpomaleji zpravidla účinkují jedy v pevném skupenství (ricin). Dalším důležitým faktorem je způsob vniknutí jedu do těla oběti - nejrychlejším mechanismem transportu cizí látky do celého těla je vdechnutí. Látka která se absorbuje skrz střevní výstélku se může oproti tomu do těla dostávat hodiny.

## Jedy dle účinku
Některé jedy ovlivňují nervový systém a vyvolávají slabost až ochrnutí, jiné zasahují oběhový systém a srdce, jiné napadající ledviny, další naruší vlastnosti krve nebo zapříčiní vážné poškození kůže.
Jedovaté látky se rozdělují na mitotické jedy (jedy ovlivňující buněčné dělení), krevní jedy (ovlivňující krev) a nervové jedy (jedy ovlivňující nervové impulsy).
Neurotoxiny působící na nervovou soustavu se projevují nejrůznějšími způsoby, např. blokují svalovou činnost. V takovém případě se otrávený živočich dusí, protože mu nefungují dýchací svaly, nebo jed působí na srdeční sval, což může vést až k zástavě srdce. Jedy působící na krev mohou způsobovat např. nadměrné srážení krve (jed některých taipanů), nebo naopak srážení krve zabraňují (heparin v nadměrné dávce).
Otravu může způsoby také alkohol (etylalkohol, metylalkohol). V takovém případě se jedná o otravu alkoholem. Vzniká působením kvasinek, respektive kvašením z cukru. Smrtelná dávka etylalkoholu se u dospělého člověka pohybuje mezi 250 – 750 g, což odpovídá přibližně asi 600 – 1800 ml 40% alkoholu, pakliže se toto množství vypije během kratší doby než 30 minut. Toto odpovídá hladině alkoholu v organismu v rozmezí 3,5 – 5 promile.
Některé jedy dráždí (atropin), jiné naopak uklidňují (morfium – mj. z máku). Zvířata ohrožují některé jedy pro člověka neškodné a naopak, protože různé organizmy mohou reagovat na chemické látky různě. Např. jed kantharidin nacházející se v puchýřníku lékařském je pro mnohé hmyzožravé živočichy neškodný. Někteří pak dokonce tento jed kumulují ve svém organismu. Jejich maso je pak jedovaté pro ostatní zvířata a člověka.

## Přírodní zdroje jedu
Další informace o přírodních jedech najdete v článku Toxin.

### Jedovaté rostliny
Jedovatá může být kterákoli část rostliny (list, stonek, kořen, plod, květ). Některé rostliny jsou jedovaté i na dotek (jedovatec kořenující, škumpa koželužská). Mezi jedovaté rostliny patří i bolehlav, narcis (cibule), sněženka (cibule) a celá řada dalších rostlin.

### Jedovaté houby
Muchomůrka zelená (Amanita phalloides) je pravděpodobně nejčastějším zdrojem otravy ze všech hub v západních zemích. Jedna plodnice postačí ke smrtelné otravě. Některé houby však vyvolají otravu která nemusí nutně skončit smrtí. K této skupině patří mimo jiné také muchomůrka červená (Amanita muscaria), třepenitka svazčitá (Hypholoma fasciculare) a mnohé další houby.

### Jedovatí živočichové
Mezi živočichy je nepřeberně skupin schopných produkce jedů.
Jedovatí hadi vstřikují jed prodlouženými zuby. Jed se tvoří ve žláze nacházející se na patře. Zmije obecná (Vipera berus) je jediný jedovatý had České republiky. Nejsilnější jed z hadů má zřejmě taipan. Mezi jedovaté hady patří také kobra indická, mamba černá (Dendroaspis polylepis) nebo bojga hnědá a další. Mořských hadů je asi pět set a všichni jsou jedovatí. Jsou známy pouze dva druhy jedovatých ještěrů (korovec jedovatý a korovec mexický). Na člověka nezaútočí, nejsou-li vyprovokováni. Varani komodští mají ve slinných žlázách jed, který snižuje srážlivost krve.
Jedovatí pavouci vstřikují jed do oběti svými chelicerami. Někteří pavouci dokážou prokousnost i lidskou kůži, ale jen relativně malé množství (asi kolem 30 druhů) dokáže člověku způsobit otravu nebo dokonce smrt. Zápřednice jedovatá je jeden z mála jedovatých pavouků v Česku. Jeho kousnutí působí velkou bolest, často je spojené s horečkou, pocity úzkosti a chvilkovým ochrnutím okolo místa pokousání. Následky kousnutí však většinou do 24 hodin samy odezní. Nejsilnější jed z pavouků má v České republice pavouk vodouch stříbřitý, je však malý a ke kontaktu s ním dochází zřídka. Mezi nejjedovatější pavouky na světě patří sklípkanec jedovatý (Atrax robustus), žijící v Austrálii. Nebezpečné mohou být též snovačky rodu Latrodectus či pavouci rodu Loxosceles. Štíři mají nebezpečný ostrý zahnutý bodec na konci dlouhého ocasu. Je známo přes 2000 druhů štírů, z toho má asi 100 silný jed, 25 způsobilo někdy smrt člověka a 5 je velice nebezpečných. Zbytek má bodnutí srovnatelné s účinky komára nebo vosy.
Na jedovatou rybu odrance šlápneme v tropických mořích. Jed také produkují medúzy nebo někteří mořští ježci. Velmi silný jed vzniká na kůži jihoamerických žab z čeledi Dendrobatidae - jedním stříknutím je schopný usmrtit až 1500 lidí. Označení šípové žáby si vysloužily pralesničky batikové (Dendrobates auratus) díky látce, kterou produkuje jejich kůže a z níž si domorodí indiáni vyráběli jed na šípy. Druhy které jsou chované v zajetí však jed nemají prakticky žádný, protože v potravě, kterou přijímají, chybějí složky, které jsou nutné pro jeho tvorbu.

### Jedovaté mikroorganismy
Mezi mikroorganismy je mnoho zástupců schopných tvorby jedů (exotoxinů nebo endotoxinů). Konkrétním příkladem jsou sinice (produkující cyanotoxiny) nebo bakterie rodu Clostridium; právě některé druhy tohoto rodu produkují extrémně silné jedy – například botulotoxiny bakterií Clostridium botulinum nebo tetanospasmin produkovaný bakteriemi Clostridium tetani patří mezi nejprudší jedy vůbec.

### Jedovaté a nebezpečné  plyny
fyzikálně nebezpečné plyny  (všechny bezbarvé)
- propan, butan jsou těžší vzduchu, samostatně bez zápachu (obchodní produkt je označen látkou se silným zápachem). Kapalné se při úniku do ovzduší velmi rychle odpařují za tvorby výbušné mlhy. Nad vodní hladinou zplyní a vytvářejí výbušnou vrstvu. Při výbuchu a následném požáru způsobují tyto plyny popáleniny. Styk kapalného plynu s kůží způsobuje omrzliny.
- acetylén je lehčí  vzduchu, technický páchne po česneku, extrémně hořlavý, výbušný.
- vodík je lehčí vzduchu, v přítomnosti atmosférického kyslíku je extrémně hořlavý a výbušný.

### Toxické plyny
- chlór je zelenožlutý, štiplavě páchnoucí, těžší vzduchu. Při uvolnění do plynné fáze vytváří  jedovaté a leptavé chladné mlhy. Poškozuje oči, sliznice a pokožku, hrozí otoky a zástava dýchání-
- amoniak (čpavek) je  bezbarvý, dráždivý, štiplavě páchnoucí, ve vodě dobře rozpustný, je lehčí vzduchu, ale s vodní parou (i se vzdušnou vlhkostí) vytváří „mlhu“ těžší vzduchu.
- acetonové páry  jsou čiré, bezbarvé, aromaticky páchnoucí a mnohem těžší vzduchu; se vzduchem tvoří výbušné směsi, páry jsou lehce zápalné i horkými povrchy. Ve větších koncentracích působí narkoticky.  Rozpouští tuky v kůži a tkáních, dráždí oči a sliznice dýchacích cest.

## Jedy zpohledu práva

### Česká republika
Termín „jed“ používá trestní zákoník v rámci vymezení skutkových podstat trestných činů Nedovolená výroba a jiné nakládání s omamnými a psychotropními látkami a s jedy (§ 283), Přechovávání omamné a psychotropní látky a jedu (§ 284) a Výroba a držení předmětu k nedovolené výrobě omamné a psychotropní látky a jedu (§ 286). V § 289, odst. 2 zákoník odkazuje na vládní nařízení, kterým se určuje, které látky se pro účely zákoníku považují za jedy.
V současné době je účinné nařízení vlády č. 467/2009 Sb., které za jedy považuje látky uvedené v příloze nařízení č. 1, a dále také všechny směsi obsahující nejméně 7 % dané látky. Ve zmíněné příloze jsou uvedeny například kyanidy, strychnin, brom nebo fluorovodík. Chybí v ní naopak některé látky známé jako jedy, například oxid uhelnatý, methanol nebo mnohé bakteriální a rostlinné jedy.
Mimo trestní právo se jedy zabývá Zákon o chemických látkách a chemických směsích (350/2011 Sb.), který mimo jiné implementuje i předpisy Evropské unie pro tuto oblast. Termín „jed“ se však nikde v zákoně nepoužívá. V obdobném významu se pracuje s klasifikací nebezpečných látek jako látky zdravotně nepezpečné a nebezpečné pro životní prostředí: akutně toxické, toxické pro reprodukci, toxické pro specifické cílové orgány, karcinogenní a mutagenní (kromě dalších kategorií, které mohou být s nebezpečnými látkami spjaty).

GHS06 toxické látky
GHS08 látky nebezpečné pro zdraví
GHS09 látky nebezpečné pro životní prostředí

Zákon vymezuje nakládání s nebezpečnými látkami a s přípravky obsahující tyto látky. Zákon stanovuje řadu dalších podmínek pro nakládání s nebezpečnými látkami, například označování obalů nebo vytváření pravidel pro pracoviště, kde se používají nebezpečné látky.

## Označování jedů
Jedy se tradičně označují symbolem lebky. Ve Spojených státech je tento symbol pomalu nahrazován symbolem zvaným „Mr. Yuk“, neboť symbol lebky zejména děti intuitivně spojovaly s piráty a chybně interpretovaly výstražný význam tohoto symbolu. Mr. Yuk je autorsky chráněn. Symbol lebky se zkříženými hnáty ("Jolly Roger") je volně užitelný. Slabší jedy, které se řadí do kategorie dráždivé, se označují vykřičníkem.